# 彼得·森德尔
彼得·森德尔（德語：Peter Sendel，1972年3月6日—），德国男子冬季两项运动员。他曾代表德国参加1998年和2002年冬季奥林匹克运动会冬季两项比赛，获得一枚金牌和一枚银牌。